# Harutaka Ono
Harutaka Ono (født 12. maj 1978) er en tidligere japansk fodboldspiller.
Han har spillet for flere forskellige klubber i sin karriere, herunder Kashiwa Reysol og Tokyo Verdy.